# 吉祥寺 (関市)
吉祥寺（きちじょうじ）は岐阜県関市志津野にある釈迦如来を本尊とする臨済宗妙心寺派の寺院で、山号は神宮山。美濃三十三観音霊場23番札所である。
暦応元年(1338年)に美濃に招かれた峰翁祖一が臨済宗建長寺派の寺院として開き、興国4年(1343年)には住山したという。吉祥寺は外護者を持たなかったためその後衰微した。承応元年(1652年)関梅龍寺の善仲が再興を発起し、元禄7年(1694年)に梅龍寺7世の大徹法源が妙心寺派の寺院として中興を果たす。その後、元禄14年(1701年)に火災に遭って伽藍を失うが、延享2年(1745年)に堂宇の再建を果たしている。昭和56年(1981年)に老朽化のため、建物を再建している。